# Severnaja povest'
Severnaja povest' (Северная повесть) è un film del 1960 diretto da Evgenij Nikolaevič Andrikanis.